# Раяметс Гаральд
Гаральд Раяметс (Harald Rajamets; 13 травня 1924, парафія Тамміку біля Йихві, Віронія — 12 листопада 2007) — естонський перекладач і поет.
Народився в сім'ї фермера.
З 1944 по 1945 рік був мобілізований до німецької армії, з 1945 по 1946 рік — військовополонений у Німеччині, Бельгії та Франції.
У 1947 році почав вивчати фіно-угорські мови в Тартуському державному університеті, але був змушений залишити університет через загрози репресій.
У 1951 працював у редакції газети «Каевур» у Кохтла-Ярве, у 1951—1956 рр. — в Україні та на Камчатці, працюючи там простим робітником.
Повернувшись на батьківщину, почав працювати перекладачем та редактором. Він найвідоміший як перекладач поезій (сонети та вірші Вільяма Шекспіра, частини «Божественної комедії» Данте тощо), але він також перекладав прозу (наприклад, «Зима скорботи» Джона Стейнбека).
Опублікував переклади з української, російської, німецької, англійської, італійської, польської, данської, шведської та литовської мов.